# Реванш (телесеріал, 2024)
Реванш  — український мелодраматичний телесеріал, створений компанією Art Forms Production. Прем'єра відбулася 28 жовтня 2024 року на каналі 1+1 Україна.

## Анонс
Головна героїня серіалу — молода й талановита жінка Валентина, яка працює хіміком-технологом і мріє зробити нові відкриття та досягти успіху в науці. Її життя раптово змінюється після болючої зради, яку вона зазнає від близької людини. 23-річна Валентина потрапляє у вир небезпечних інтриг, внаслідок чого потрапляє до в'язниці.
Жінка втрачає все те, чим так пишалася — це її наречений, рідний дім і довіра оточення. Та Валентина залишається людяною та щирою навіть попри важкі випробування. Вона вирішує не опускати рук, а продовжувати боротьбу за справедливість та любов.
Серіал розповідає не просто про помсту, а про те, що можна знайти сили жити далі після втрат та складних обставин.

## Сюжет
У генерального директора та власника великого хімічного концерну Clear all Геннадія Вороніна (Володимир Філатов) син Ігор. Чоловік давно не кохає дружину Ганну і на свій ювілей запрошує коханку Карину (Дар'я Трегубова), співробітницю цієї ж компанії. Ганна вирішує зустрітися і поговорити із коханкою чоловіка. В ході конфлікту Ганна падає з мосту. Її знаходять браконьєри, проте, жінка нічого не пам'ятає і не розмовляє.
Пошуки Ганни не приводять до якогось результату. Карина стає дружиною Геннадія. Чоловік не любить і не бажає дітей, оскільки вважає їх перепоною у роботі. Тим більше, що спадкоємець у нього від першої дружини вже є. Тому жінка нічого не розповідає йому про власного сина Романа. Хлопчик виріс в селі з бабусею, пізніше Карина змогла направити його на навчання до Англії. Там хлопець вивчає хімію. На стажування він потрапляє до престижної компанії у США.
Міський прокурор Олексій Князевич (Олексій Нагрудний) має доньку Марину (Клавдія Дрозд) і племінницю Валю (Анна Сердюк). Чоловік сестри дуже пив, після його смерті сім'я дізналася, що лишилася будинку. Брат надав сестрі з донькою прихисток у своєму домі. Так двоюрідні сестри Валя і Марина почали проживати під одним дахом.
Геннадій помирає після серцевого нападу. Карина свідомо не надає йому вчасно допомогу після того, як заповіт був підписаний і вона вивалює на чоловіка всю правду про їхнє життя і прихованого сина.
Ігор (Олександр Соколов) завжди подобався Марині ще з дитинства. Марина виросла красунею, якій ніколи не було відмов у домі батьків. Валю ж оточувані вважали занудою: дівчина проводила більшість часу за навчанням, показувала неабиякі результати в хімії і мріяла про науку.
Ігор почав зустрічатися з Мариною. Одного разу Марина затрималася на зустріч із хлопцем. Проте, знаючи взаємну неприязнь Ігоря і Валентини, самовпевнена красуня попросила їх «розважити» одне одного, доки вона прийде. Ігорю вдалося розговоритися із Валентиною. Між молодими людьми спалахнуло почуття.
Дівчата закінчують один і той же виш. Валентині пропонують посаду технолога в Clear all. У цій же компанії Марина стає фахівцем відділу кадрів, який очолює Карина.
Мама Марини Тамара знає, як її донька захоплена Ігорем, і підказує їй знаходитися постійно із хлопцем, а свою конкурентку Валю наблизити якнайближче, щоб контролювати кожен крок закоханих.
Марина підставляє Валю, критично змінивши склад продукції підприємства від Валіного імені та відправивши з її кабінету електронного листа до конкурентів КлірОлла.
В ході службового розслідування Валю усувають від посади. В компанії вважають її зрадницею. Про візит Марини до кабінету Валентини дізнається Роман, якого Карина після смерті чоловіка змогла влаштувати начальником відділу розробок до компанії. У тому, що Валентину підставили, також не сумнівається Ірина Василівна. Жінка була у витоків компанії, усе життя пропрацювала поруч з Геннадієм і дуже добре знала його сім'ю. Ірина Василівна проводить власне розслідування. Пізно увечері вона має зустрітися з Валентиною, і розповісти їй, що Марина зовсім не така, за яку себе видає.
Марина вкладає «жучок» до сумки жінки, дізнається про її плани, приходить у парк до місця зустрічі першою і влаштовує конфлікт. Під час конфлікту Марина штовхає Ірину Василівну, жінка падає та вдаряється скронею об камінь. Марина ховається за деревами парку, а коли Валентина з'являється на місці зустрічі,-- дзвонить до поліції та анонімно повідомляє прикмети Валентини, як вбивці жінки.
Слідчий Валерій виходить у ході розслідування на слід справжньої убивці — Марини. В ході бесіди відкрито говорить про це дівчині. Та погоджується заплатити значну суму не лише за те, щоб самій лишитися не покараною, але й за звинувачення у вбивстві саме Валентини Коваль.
Про участь Марини у вбивстві Ірини Василівни знає також і її батько прокурор Олексій Князєв. Донька сама зізнається батькові під натиском викладених фактів. Зустріч із слідчим Філатовим не досягла результату: хтось із двох дівчат має сісти за грати. Марина напилася транквілізаторів і мало не вкоротила собі віку. Олексій розуміє, що донька не виживе у в'язниці.
Суд визнає дівчину винною у вбивстві, оскільки Марина за вказівкою Валерія ще й підкладає ланцюжок із тіла вбитої в квартиру Валентини. Філатов активний гравець у підпільному казино. Чоловікові постійно потрібні великі суми грошей, він продовжує шантажувати Марину.
У в'язниці Валентина знайомиться із наглядачкою Катею. Спілкуючись, дівчата розповідають одне одній про себе; спілкування самотніх людей поступово переростає у дружбу. Ігор під впливом Марини повністю зневірюється у невинності Валентини. Мама Марини Тамара ставить умову: щоб зберегти посаду генерального директора, Ігор має одружитися на Марині.
Справжня мама Ігоря проходить тривале лікування спочатку в Чернівцях, потім у Ризі. У лікарню її привезла дружина одного з браконьєрів і записала під іменем власної сестри, яка тривалий час вже перебувала за кордоном. Так Ганна стала Софією. Жінка нічого не пам'ятає до моменту, коли прийшла до тями в наметі рибалок на березі річки. За допомогою лікаря Яніса і його найкращого друга жінка, яку оточувані знають як Софію з України, поступово починає розмовляти. Яніс допомагає їй вивчити латвійську. Лікар поступово закохується у свою пацієнтку. Проте мама Яніса проти союзу свого сина із колишньою психічно хворою жінкою. Вона домовляється з подругою, і через міграційну службу Софії надходить офіційний припис покинути країну. Яніс знаходиться в гарячій точці в Африці у тривалому відрядженні. Його друг Андрейс Лаціс пропонує Софії фіктивний шлюб, що дасть можливість залишитися в Латвії.
Марина викрадає робочий зошит Валентини із квартири. Щоб втриматися на плаву, Ігорю терміново потрібні свіжі ідеї для розвитку компанії. Марина видає ідею Валентини щодо засобу для екологічно чистого очищення сонячних батарей (під назвою Сонце) за свою, відділ розробок компанії втілює проект.
Валентина дізнається про викрадену ідею і намагається повідомити про це Ігоря. Марина викидає листа. Листа знаходить Роман, читає його і передає Ігорю. Ігор рве листа, не читаючи.
Ігор та Марина одружуються. Князевич до весілля не спілкувався з донькою, на самому весіллі дуже напився, і, п'яний, промовився сестрі, що Валентина сіла у в'язницю замість Марини. Вранці, протверезівши, Олексій відмовляється від своїх слів. Мама повідомляє на побаченні про це Валентині.
У в'язниці дівчина дізнається, що вагітна на 4му місяці, аборт робити пізно. Старша у блоці співкамерниця, із якою у Валентини спочатку виник конфлікт з-за листа Ігореві, повідомляє дівчині, що за поняттями ніхто не зачепить вагітну жінку.
Не витримавши постійного стресу, помирає мама Валентини. Дівчину під конвоєм привозять на похорон. Співробітниці помічають її вагітність. Марина про це також дізнається.
Роман пише листа підтримки дівчині у в'язницю, замість підпису прописавши атомне число елементу Титан за таблицею Менделєєва.
Син вбитої Ірини Василівни Максим клянеться помститися вбивці мами. Проте, вважає цією вбивцею Валентину. За те, що Ігор покривав колишню наречену, Максим ненавидить Ігоря. Карина шантажує Тамару, і жінка віддає свій голос за Романа Тишкевича на голосуванні щодо призначення генерального директора компанії. Роман змінює увесь топ-менеджмент. Посаду начальника охорони пропонує Максиму, оскільки знає про його ненависть до Ігоря Вороніна.
Оскільки Карина дуже щільно підібралася із своїми підступами до сім'ї Князевичів, Олексій наказує Філатову поновити справу щодо зникнення Ганни Вороніної 25 років тому.
Марина робить усе, щоб одружити на собі Ігоря. Вагома частка акцій мами Тамари в компанії Clear all дозволяє Тамарі натиснути на Ігоря, який знаходиться у критичній ситуації, оскільки крісло генерального директора під ним хитається. Ігор погоджується на шлюб, проте цей шлюб фактично фіктивний, оскільки молоді люди лише живуть під одним дахом; ніякі почуття їх не пов'язують.
Валентина втрачає дитину. Проте, це офіційна версія підкупленого тюремного гінеколога. Насправді, Марина підлаштувала всиновлення дитини за великі гроші абсолютно сторонньою родиною. Єдиною відрадою Валентині служать листи Титана, справжнього імені якого вона тривалий час не знає.
Валентина виходить по УДЗ із в'язниці через три роки ув'язнення. Забирає її з в'язниці подруга Катя. Хоча, Валентина мріяла, що забиратиме її Титан. Роман Тишкевич усміхається у машині позаду.
Катя запропонувала подрузі мешкати під одним дахом. Валентина влаштовується офіціанткою в кафе, де вони з Ігорем проводили час до її ув'язнення. Від Філатова Марина дізнається, що за порушення умов умовно-дострокового звільнення Валентину легко повторно запроторити до в'язниці, і влаштовує скандал, запросивши її в Клір Олл, начебто, щоб допомогти з роботою. Марина сама вдаряється головою в стіну, розбиває кришталеву вазу, і говорить Філатову (який завчасно був готовий прибути на виклик), що Валентина вдарила її тією вазою по голові. На щастя, на місці інциденту є Катя (дівчина залишила службу у в'язниці, за намовляннями Валентини вже закінчила юрфак університету, і влаштувалася на службу саме у відділ Філатова). Катя не дозволяє сфабрикувати Філатову справу про напад, а, згідно процедури, змушує Валентину написати зустрічну заяву про наклеп і ретельно збирає великі уламки вази, не забувши узяти відбитки пальців у Марини.
До карети швидкої Марину відносит на руках охоронець Денис. Максим помічає трепетне ставлення свого підлеглого до дівчини. В лікарні Ігорю повідомляють, що струсу мозку у його дружини немає. Максим повідомляє про інцидент Романа Тишкевича, при цьому наголошуючи, що Марина сама вдарилася об стіну, залишивши сліди макіяжу, а результати експертизи виявили на уламках вази лише відбитки Марини.
Максим притиснув Романа і Дениса, у нього в голові вимальовується дійсна картина усього, що сталося, і що могла дізнатися його мама перед убивством. Хлопець розуміє, що за усією низкою подій стоїть Марина. Роман знає, наскільки кваліфікованим хіміком є Валентина. На цей час вже він є генеральним директором компанії. Дівчина дуже подобається Роману. Він же і є таємничий Титан. Своє справжнє ім'я називати ще не час, проте, на роботу в компанію Валентину поновлено. Колектив із радістю зустрічає колишню колегу, біситься лише Марина. Карина бачить ставлення сина до Валентини, і теж дуже нервує.
У Латвії фіктивний шлюб Софії поступово стає справжнім. Софія та Андрейс палко закохуються одне в одного. Янісу доводиться лише спостерігати за закоханими, розуміючи, який шанс ним було втрачено. Андрейс влаштував Софію на заняття спочатку до середньої школи. Жінка розуміє, що усі базові знання вона вже колись отримувала раніше. А от події та людей на ці часи вона пригадати не може. Пізніше Софія з відзнакою закінчує економічний факультет Ризького університету і пише кандидатську дисертацію.
Коли пара задумується про народження дитини, Андрейс приводить дружину на огляд. Гінеколог повідомляє, що Софія вже раніше народжувала. Пара їде в Україну, у Пирятин на Полтавщину, звідки за документами Софія родом, проте пошуки дитини результатів не дають. Андрейс наймає приватного детектива. Чоловік п'ять років займається розслідуванням, і повідомляє, що Софію тривалий час розшукувала поліція багатьох країн. Жінка в минулому була наркодилером, грабіжницею і вбивцею. Андрейс розуміє, що результати розслідування зовсім не схожі на характеристику тієї жінки, з яким йому випало щастя одружитися, і спалює усі документи розслідування.
Катерина пропонує Роману Тишкевичу вислідити Валерія Філатова у підпільному казино і допомогти накрити притон. СБУ затримує власників і гравців казино, Філатова усувають від роботи. Проте, Валерій знову зустрічається з Олексієм Князевичем, шантажує його, і заступник генерального прокурора прикриває перевертня, повідомивши в СБУ, що той проводив спецоперацію під прикриттям за вказівкою прокуратури. Філатова поновлено на посаді, його підлеглі Степан і Катя знову на побігеньках у майора.
Валентина дізнається, що у Каті є відеозапис зустрічі Філатова та Князевича.
Відносини Марини та Ігоря аж ніяк не покращуються до моменту, коли Марина не дізнається про свою вагітність. Олексій вмовляє Ігоря не розлучатися, доки Марина не виносить і народить дитину. Чоловік обіцяє, що буде завжди дбати про свою дитину, навіть, проживаючи окремо від Марини.
Софія випадково знаходить на столі чоловіка лікарський висновок: у Андрейса онкологічно захворювання. За два роки чоловік помирає. Софія каже матері Яніса, що іншого настільки люблячого чоловіка вже ніколи не буде у її житті. Софія є керівником благодійного фонду, який вкладає інвестиції у компанії, що займаються розвитком передових технологій. Насамперед, якщо такі технології пов'язані із екологією.
Про прибуття до України Софії Лаціс дізнаються в компанії Клір Олл. Бажаючи залучити інвестора, до Софії надходять подарунки від представників компаній. Від Клірр Олла таких подарунків два. Брендову сумочку від Марини Софія надсилає одразу назад. Проте, букет зібраних власноруч польових квітів від Валентини приймає. Разом із букетом в коробці запрошення на презентацію нових розробок компанії.
Автором розробок є Валентина, проте Марина добивається, що ведучою презентації має бути саме вона. Карина забирає телефон з гримерні Марини і зачиняє двері гримерки. Оскільки презентація зривається, в останню хвилину вести захід буквально виштовхують під камери Валентину. Марина від безвиході вибиває плечем двері і з'являється в залі презентації під самий кінець виступу Валентини. Марина повідомляє присутнім, що Валентина її вкотре підставила, і що колишня зечка не може бути обличчям шанованої компанії. Софія в шоці. Після влаштованого скандалу Марина потрапляє до лікарні, де у неї відбувається викидень.
Софія відмовляє у призначеній зустрічі Валентині, проте дівчина все ж потрапляє у номер і знаходить слова для того, щоб прояснити ситуацію. Між жінками дещо покращуються стосунки. Проте, Софія ніяк не може зрозуміти мотивів: як людину, яка займалася промисловим шпигунством, знову поновили на ту ж посаду в компанії.
Після втрати дитини стосунки Ігоря та Марини покращуються. Ігор починає дбати про дружину і намагатися захистити її серед колег.
Максим ділиться результатами розслідування із Романом. Між чоловіками встановлюються товариські стосунки.
Валентина проводить Софії екскурсію по виробництву компанії. Софія в захваті. Марина знову опиняється обабіч подій. Софія вміє спостерігати і слухати. Вона дивиться в очі Карини, і не може зрозуміти, що відбувається. Від шоку її рятують очі Валентини. На зустрічі з Ігорем Софія не може позбавитися відчуття, що вони колись зустрічалися раніше. Жінка розповідає Ігорю про свої спостереження: вона помітила, що в компанії створилися два антагоністичних угрупування. Очолювані Романом та Валентиною з одного боку, та Ігорем і Мариною з іншого. Проте, якщо у Романа і Валентини є взаємна довіра, то у Ігоря і Марини така довіра відсутня; Ігор вибрав собі не ту жінку в дружини.
Валентина розсилає у всі інстанції відео зустрічі заступника генерального прокурора із корумпованим поліцейським. Олексій Князевич вимушений написати заяву про звільнення. Валентина повідомляє чоловіку, що він перший. Наступними будуть Філатов і Марина. У п'яному стані Олексій намагається застрелитися, але марно. Під укіс котиться все, що він створював протягом життя. Фінансові можливості Тамари після інциденту також різко знизилися.
Про те, що Роман і є Титаном, дізнаються Катя, Максим та Ігор. Лише Валентина вважає, що Титан і Тишкевич,-- це різні люди. Роман зізнається дівчині у коханні під власним ім'ям, не наважуючись розкрити особистість Титана.
Роман ініціює ребрендинг компанії. Марина три роки поспіль буда обличчям компанії. Тепер обличчям компанії має стати Валентина Коваль. Марина категорично проти цього варіанту. Як альтернативу, Марині пропонують організувати запрошення на звання обличчя компанії когось із європейських зірок. Вибір припадає на Грету Тунберг.
Для залучення зірки Марина погоджується на будь-які умови. Сума, виставлена за угоду, дуже значна. Роман говорить про це Марині. Жінка погоджується сплатити суму за свій кошт з умовою повернення вразі вдачі і виплати відсотків від прибутків, які будуть після вдалого проведення ребрендингу. Для отримання коштів Марина за безцінь продає свої елітні ділянки у Конча-Заспі, якій мама придбала у свій час як придане доньці.
Марина робить величезний благодійний внесок у Фонд із врятування льодовиків Гренландії. Ґрета Тунберг не приїздить, агенція, до якої зверталася Марина, виявляється фіктивною. В результаті ребрендингу Валентина стає обличчям компанії, Марина втрачає своє придане, а Максим за хорошу суму отримує кілька елітних ділянок у Конча-Заспі, про що з радістю повідомляє Князевичам за обіднім столом.
Бажаючи посилити свій вплив на інвестора, Карина заводить дружбу із Софією Лаціс. При цьому вона не знає, що жінка вже згадала події свого минулого 26-річної давнини. Карині постійно надходять СМС з погрозами від імені Ганни Вороніної. Під час вечірки в ресторані добряче напідпитку Карина сама розповідає Ганні усі деталі з минулого, що її цікавлять.
Майор Філатов готується до втечі. Він обставляє справу так, що йому за інформацію та флешки з компроматом обіцяють сплатити Ігор Воронін, Карина та сім'я Князевичів. Валентина з Максимом проводять обшук у квартирі майора, та нічого там не знаходять. Усі докази Валерій тримає в банківській чарунці. Проте, Катя та Стапан поступово знаходять докази причетності колишнього шефа до вбивства ключового свідка по справі Валентини Коваль.
До Марини телефонує Віктор, чоловік, для родини якого у свій час Марина організувала вдочеріння новонародженої доньки Валентини. Дружина чоловіка померла. Він у скрутному матеріальному становищі. На зустрічі Марина передає Вікторові конверт з грошима, той відходить у туалет і зникає, залишивши дівчинку. Марина приводить трирічну Люсю додому до батьків. Олексій Князевич, який до того щоденно пив, виходить із запою і увесь свій час проводить із онучкою.
Ігор здобуває пакунок з компроматом. Проте, Марина повідомляє про намір передати компромат Валентині Валерію Філатову. Той на мотоциклі вириває сумку сумку з плеча Ігоря. Воронін намагається переслідувати мотоцикліста. Його збиває машина. Чоловік потрапляє у лікарню.
Ганна відкривається Валентині, Романові, Ігореві та Карині, хто вона є насправді. Вона скуповує акції компанії Клір Олл і має на меті повернути усе, що було втрачено 26 років тому. Валентині жінка повідомляє, що не має наміру берегти від неприємностей Романа і не радить їй виходити за того заміж. Романові ж Ганна ставить умови переписати на неї все майно, звільнити посади в компанії і повернути невістку Валентину. Лише за таких умов вона згодна відпустити Карину та Романа, при цьому вони мають назавжди поїхати з Києва. Роман приймає умови і намагається переконати матір. Карина категорично проти.
Маючи незаперечні докази, поліція заарештовує Валерія Філатова. Валентині в домі Князевичів Марина повідомляє, що її донька жива і намагається шантажувати жінку дитиною. Проте, Олексій Князевич виносить дівчинку до матері і переконує доньку у необхідності припинити спротив та здатися поліції. Катя із Степаном заводять до подвір'я оперативну групу, яка затримує батька з донькою. Доля Тамари — пакувати посилки для рідних у СІЗО.
Ігор бажає оженитися із Валентиною, проте, Марина не дає розлучення, натомість вимагає у чоловіка організувати їй у СІЗО VIP-камеру.
Карина запрошує Ганну на зустріч, імітує напад на себе, проте Ганна приходить на зустріч підготованою, і все знімається на відео. Карину також затримує поліція.
Не зважаючи на всі виконані умови Ганни, Роман та Валентина продовжують палко кохати одне одного. Від Ігоря Валентина врешті дізнається, що Роман та Титан — одна і та сама особа. За рік після описаних подій Валентина приїздить з донькою на лавандову ферму, де працює Роман. Закохані возз'єднуються.

## Знімальна група
Режисером серіалу став Олег Туранський, головна продюсерка та авторка сценарію — Тетяна Гнєдаш.

## Актори
| Актор             | Роль |
| ----------------- | --- |
| Анна Сердюк       | Валентина Олександрівна Коваль хімік-технолог, наречена Ігоря та найкраща подруга Марини                                                                    |
| Євген Лісничий    | Роман Тишкевич хімік-технолог, рідний син Карини |
| Клавдія Дрозд     | Марина Олексіївна Князевич працює в HR-відділі компанії Clear all, двоюрідна сестра та найкраща подруга Валентини, рідна донька прокурора Олексія Князевича |
| Олександр Соколов | Ігор Геннадієвич Воронін економіст, член ради директорів компанії Clear all та наречений Валентини                                                          |
| Олексій Нагрудний | Олексій Князевич прокурор, батько Марини |
| Дар'я Трегубова   | Карина працює у відділі кадрів компанії Clear all, дружина Геннадія, мачуха Ігоря та мама Романа                                                            |
| Валентин Томусяк  | Валерій слідчий у справі Валентини |
| Володимир Філатов | Геннадій Воронін хімік-технолог, генеральний директор Clear all, батько Ігоря                                                                               |
| Ірина Островська  | Тамара Князевич економіст, членкиня ради директорів компанії Clear all та мама Марини                                                                       |